# Дендрарий Института леса СО РАН
Дендрарий Института леса имени В. Н. Сукачёва СО РАН — особо охраняемая природная территория федерального значения России (дендрологический парк).

## История
Дендрарий основан 22 февраля 1977 года совместным постановлением бюро городского Комитета КПСС и Исполкома горсовета и заложен на северо-западной окраине Красноярска (Академгородок) руками энтузиастов Института леса под руководством И. Ю. Коропачинского и Р. И. Лоскутова.
В 2015 году часть дендрария (30 % от всей его площади) была выделена для строительства многоэтажного жилого дома. В случае реализации этого проекта 628 экземпляров (36,8 % от общего количества растущих на его территории деревьев и кустарников) подвергнутся вырубке.
В 2021 году объект отнесен Минприроды России к действующим особо охраняемым природным территориям федерального значения в категории «дендрологический парк и ботанический сад».

## Описание
Территория дендрария представляет собой высокую левобережную террасу Енисея (275 м над ур. м.). Климат региона — резко континентальный (среднегодовая температура +0,5°С, количество осадков — около 485 мм/год). Почва — дерново-карбонатная, характеризующаяся слабощелочной (pH = 7,01±0,08) реакцией среды и невысоким содержанием гумуса (2,55 ± 0,13 %), органическое вещество минерализовано, отмечается низкая степень подвижности азота.
Несмотря на расположение на окраине крупного промышленного центра, территория практически не подвержена промышленному загрязнению благодаря розе ветров и удачному расположению относительно города.
По состоянию на 2009 год в коллекциях дендрария произрастало 264 вида, разновидностей и форм декоративных древесных растений, относящихся к 75 родам и 28 семействам. В 2024 году в дендрарии представлено около 650 экземпляров 400 видов и форм древесных растений из 73 родов. К территории дендрария прилегает газон с коллекцией декоративных форм деревьев ели сибирской (Picea obovata).
Коллекция дендрария включает 10 видов из Красной книги России: абрикос маньчжурский (Prunus mandshurica), принсепия китайская (Prinsepia sinensis), орех медвежий (Corylus colurna), дейция гладкая (Deutzia glabrata), экзохорда пильчатолистная (Exochorda serratifolia), виноградовник японский (Ampelopsis japonica) и другие, а также 3 вида из Красной книги Красноярского края — луносемянник даурский (Menispermum dauricum), черневая
форма сосны кедровой сибирской (Pinus sibirica), можжевельник ложноказацкий (Juniperus pseudosabina).